# Henri Verne
Ne doit pas être confondu avec Henri Vernes.
Pour les articles homonymes, voir Verne.
Henri Jean François Joseph Verne, Henri Verne, directeur des Musées nationaux et du musée du Louvre, né à Cannes, 21 septembre 1880 - Paris, 17e arrondissement, 11 février 1949.

## Biographie
Il est nommé directeur des Musées nationaux en 1925. En 1926, il rédige le plan de réorganisation des collections du Louvre et de modernisation du musée, le plan Verne.
Ce plan prévoit de réaménager les collections du musée alors dispersées dans des salles en les regroupant par départements, peintures, antiques, et en les présentant par écoles et chronologiquement. Il organise la répartition des collections entre le musée Guimet, devenu le musée consacré aux arts d'Extrême-Orient. Le musée du Louvre, qui abandonne cette partie de ses collections, peut recevoir les collections du musée Guimet consacrées aux antiquités égyptiennes, et en particulier celles d'art copte rassemblées au cours des fouilles du monastère de Baouit menées par Jean Clédat à partir de 1901, près du site d'Antinoupolis, où travaille  l'archéologue Albert Gayet, entre 1898 et 1910.
Henri Verne a prévu d'installer les salles consacrées à la peinture française au second étage de la cour Carrée du palais du Louvre. Cet aménagement a été commencé après la Seconde Guerre mondiale, mais n'a réellement mis en place que dans le cadre du réaménagement de toutes les collections avec le Grand Louvre. Il a aussi demandé que le ministère des Finances, qui occupait "provisoirement" l'aile Richelieu du Nouveau Louvre de Napoléon III après les destructions de la Commune, libère ses espaces.
Il entreprend la modernisation des installations du musée et fait installer son éclairage électrique. Auparavant, par mesure de sécurité, le musée du Louvre était éclairé par des lampes à huile, avec un réservoir de cuivre et un abat-jour de carton vert.
En 1927, il demande au laboratoire du Conservatoire national des arts et métiers de faire des essais sur les peintures. Le laboratoire du Louvre qui est créé peu après grâce au mécénat de deux Argentins est devenu le Centre de recherche et de restauration des musées de France.
Il est élu en 1937 à l'Académie des beaux-arts comme membre libre, au fauteuil 8.
Henri Verne comprit avant 1939 que la guerre pouvait survenir. En septembre 1938, le plan d'évacuation des plus grands chefs-d'œuvre des musées est mis au point au cours de conférences qui se tiennent dans le bureau du directeur des Beaux-Arts, avec Georges Huisman, Henri Verne et les conservateurs du musée, Jacques Jaujard, Joseph Billiet et Pierre Schommer.

## Publications
- Henri Verne et René Chavance, Pour comprendre l'art décoratif moderne en France, Hachette, 1923
- Henri Verne, Le palais du Louvre, 1925
- Henri Verne, Le Louvre, la nuit, 1937
- Henri Verne, Georges Lafenestre,  Léonce Bénédite, Louis Demonts, Louis Hautecœur, Le Louvre: le Musée et les chefs d'œuvre de la peinture, Les éditions Nomis, Paris, 1925
- Henri Verne, Rubens, Flammarion, Paris, 1936
- Henri Verne, Le Palais du Louvre : comment il a grandi de Philippe-Auguste à Louis XIV, 1923
- Henri Verne, Le Palais du Louvre : comment l'ont terminé Louis XIV, Napoléon Ier et Napolèon III, Éditions Albert Morancé, 1923
- Henri Verne, Edmond Pottier, Alfred Merlin, L'école du Louvre (1882-1932), Bibliothèque de l'École du Louvre, Paris, 1932
- Henri Verne, Tableaux de la Pinacothèque de Munich, Nouvelles éditions françaises, Paris, 1949

## Décoration
- Commandeur de la Légion d'honneur
- Croix de guerre 1914–1918
- Croix du combattant
- Officier de l'Instruction publique
- Chevalier du Mérite agricole
- Chevalier de l'ordre de Léopold